# Unione Sportiva Triestina Calcio 2005-2006
Questa pagina raccoglie le informazioni riguardanti l'Unione Sportiva Triestina Calcio nelle competizioni ufficiali della stagione 2005-2006.

## Stagione
Nella stagione 2005-2006 la Triestina disputa il campionato di Serie B, raccoglie 51 punti, con il 14º posto in classifica. Mette insieme 28 punti nel girone di andata e 23 nel ritorno. La leggera flessione del finale del torneo, non compromette il percorso dei giuliani, che raggiungono una tranquilla salvezza. Meno tranquillo l'incredibile via vai di allenatori sulla panchina biancorossa, dove si sono alternati ben sei tecnici, se consideriamo anche Adriano Buffoni che ad inizio stagione, era affiancato ad Alessandro Calori, cambi decisi dal presidente Flaviano Tonellotto. I migliori realizzatori stagionali degli alabardati sono stati con 9 reti Denis Godeas alla sua terza ed ultima stagione triestina, e il nigeriano Isah Eliakwu autore di 8 reti. Nella Coppa Italia che torna, dopo molte stagioni alle eliminazioni dirette, la Triestina viene subito estromessa dal torneo, sconfitta a Padova (2-1) sul campo, ma poi viene assegnato il (3-0) a tavolino per i veneti, dal Giudice Sportivo.

## Rosa
| N. |                      | Ruolo | Calciatore           |
| -- | -------------------- | ----- | -------------------- |
| 1  | Italia (bandiera)    | P     | Michael Agazzi       |
| 2  | Grecia (bandiera)    | D     | Geōrgios Kyriazīs    |
| 3  | Italia (bandiera)    | D     | Aldo Perricone       |
| 3  | Italia (bandiera)    | D     | Michele Zeoli        |
| 4  | Italia (bandiera)    | A     | Alessandro Tulli     |
| 5  | Italia (bandiera)    | D     | Michelangelo Minieri |
| 5  | Argentina (bandiera) | D     | Juan Landaida        |
| 6  | Italia (bandiera)    | C     | Mauro Briano         |
| 7  | Italia (bandiera)    | C     | Nicola Princivalli   |
| 7  | Italia (bandiera)    | C     | Giorgio Gorgone      |
| 8  | Italia (bandiera)    | C     | Daniele Galloppa     |
| 9  | Italia (bandiera)    | C     | Dino Baggio          |
| 9  | Italia (bandiera)    | C     | Francesco Ciullo     |
| 10 | Italia (bandiera)    | C     | Marco Rigoni         |
| 10 | Argentina (bandiera) | C     | Horacio Erpen        |
| 11 | Italia (bandiera)    | A     | Eder Baù             |
| 11 | Italia (bandiera)    | A     | Giovanni Volpato     |
| 13 | Italia (bandiera)    | D     | Fabio Macellari      |
| 13 | Italia (bandiera)    | C     | Michele Modolo       |
| 14 | Italia (bandiera)    | D     | Alessandro Orlando   |
| 14 | Francia (bandiera)   | A     | Malik Rezgane        |
| 15 | Francia (bandiera)   | D     | Karim Azizou         |
| 16 | Argentina (bandiera) | A     | Juan Gómez Taleb     |
| 17 | Argentina (bandiera) | C     | Luciano De Bruno     |
| 18 | Italia (bandiera)    | C     | Andrea Parola        |
| 18 | Italia (bandiera)    | D     | Simone Groppi        |
| 18 | Australia (bandiera) | A     | Massimiliano Vieri   |
| 19 | Italia (bandiera)    | P     | Generoso Rossi       |
| 20 | Argentina (bandiera) | C     | Leonardo Raúl Villa  |

| N. |                    | Ruolo | Calciatore            |
| -- | ------------------ | ----- | --------------------- |
| 21 | Italia (bandiera)  | D     | William Pianu         |
| 21 | Italia (bandiera)  | C     | Michele De Agostini   |
| 23 | Italia (bandiera)  | A     | Davide Moscardelli    |
| 23 | Italia (bandiera)  | A     | Massimo Borgobello    |
| 24 | Italia (bandiera)  | C     | Gianni Munari         |
| 24 | Italia (bandiera)  | D     | Michele Mignani       |
| 25 | Italia (bandiera)  | C     | Davide Marchini       |
| 27 | Italia (bandiera)  | C     | Umberto Improta       |
| 27 | Italia (bandiera)  | C     | Paolo De Cristofero   |
| 29 | Italia (bandiera)  | C     | Luigi Pagliuca        |
| 30 | Italia (bandiera)  | C     | Marcello Albino       |
| 31 | Italia (bandiera)  | C     | Fabio Di Venanzio     |
| 33 | Nigeria (bandiera) | A     | Isah Eliakwu          |
| 48 | Italia (bandiera)  | C     | Riccardo Allegretti   |
| 49 | Italia (bandiera)  | C     | Loris Del Nevo        |
| 55 | Italia (bandiera)  | D     | Oscar Brevi           |
| 55 | Italia (bandiera)  | C     | Guido Gallovich       |
| 64 | Italia (bandiera)  | P     | Matteo Tomei          |
| 66 | Andorra (bandiera) | D     | Ildefons Lima         |
| 72 | Italia (bandiera)  | C     | Massimiliano Esposito |
| 77 | Italia (bandiera)  | A     | Roberto Massaro       |
| 78 | Italia (bandiera)  | D     | Maurizio Peccarisi    |
| 78 | Italia (bandiera)  | C     | Jonatan Binotto       |
| 83 | Italia (bandiera)  | D     | Carlo Mammarella      |
| 84 | Italia (bandiera)  | D     | Emanuele Bruni        |
| 87 | Italia (bandiera)  | C     | Franco Da Dalt        |
| 98 | Italia (bandiera)  | C     | Nicolò Guzzo          |
| 99 | Italia (bandiera)  | A     | Denis Godeas          |

## Risultati

### Campionato

#### Girone di andata
| Trieste 29 agosto 2005, ore 20:45 1ª giornata | Triestina          | 0 – 0 | Bologna | Stadio Nereo Rocco\| Arbitro: \| Ayroldi (Molfetta) \| |
| Arbitro:                                      | Ayroldi (Molfetta) |       |         |                                                        |

| Arbitro: | Banti (Livorno) |

|  |           |            |
|  | Marcatori | 25’ Godeas |

| Arbitro: | Ciampi (Roma) |

|                   |           |  |
| Baù 17’ Pianu 52’ | Marcatori |  |

| Arbitro: | Brighi (Cesena) |

|             |           |  |
| Lazzari 50’ | Marcatori |  |

| Arbitro: | Gava (Conegliano) |

|           |           |             |
| Tulli 15’ | Marcatori | 17’ Testini |

| Cremona 21 settembre 2005, ore 20:30 6ª giornata | Cremonese           | 0 – 0 | Triestina | Stadio Giovanni Zini\| Arbitro: \| De Marco (Chiavari) \| |
| Arbitro:                                         | De Marco (Chiavari) |       |           |                                                           |

| Arbitro: | Bergonzi (Genova) |

|                      |           |  |
| Baù 31’ Godeas 90+4’ | Marcatori |  |

| Arbitro: | Dattilo (Locri) |

|              |           |                         |
| Floccari 22’ | Marcatori | 35’ Kyriazis 52’ Godeas |

| Arbitro: | Tagliavento (Terni) |

|                |           |  |
| Possanzini 27’ | Marcatori |  |

| Arbitro: | Morganti (Ascoli Piceno) |

|                          |           |             |
| Godeas 49’ (rig.), rig.’ | Marcatori | 72’ Asamoah |

| Cesena 21 ottobre 2005, ore 20:45 11ª giornata | Cesena            | 0 – 0 | Triestina | Stadio Dino Manuzzi\| Arbitro: \| Cassarà (Palermo) \| |
| Arbitro:                                       | Cassarà (Palermo) |       |           |                                                        |

| Arbitro: | Rizzoli (Bologna) |

|                   |           |                  |
| Godeas 22’ (rig.) | Marcatori | 15’, 37’ Spinesi |

| Arbitro: | Herberg (Messina) |

|  |           |                                |
|  | Marcatori | 53’, 83’ Adailton 60’ Italiano |

| Arbitro: | Pantana (Macerata) |

|                                       |           |                 |
| Matteini 57’, 61’, 72’, 89’ Jadid 87’ | Marcatori | 27’ M. Esposito |

| Arbitro: | P.S. Mazzoleni (Bergamo) |

|                 |           |  |
| Di Venanzio 27’ | Marcatori |  |

| Arbitro: | Stefanini (Prato) |

|                          |           |            |
| Gonzalez 34’ Fissore 83’ | Marcatori | 53’ Godeas |

| Arbitro: | Gabriele (Frosinone) |

|                            |           |  |
| Godeas 15’ Di Venanzio 90’ | Marcatori |  |

| Arbitro: | Paparesta (Bari) |

|                      |           |           |
| Muzzi 32’ Rosina 64’ | Marcatori | 76’ Tulli |

| Arbitro: | Bergonzi (Genova) |

|                                  |           |                              |
| Godeas 14’ Campagnaro 60’ (aut.) | Marcatori | 28’ Campagnaro 33’ Margiotta |

| Arbitro: | Gabriele (Frosinone) |

|                              |           |                           |
| Tarana 22’ Caridi 25’ (rig.) | Marcatori | 38’ M. Esposito 90’ Tulli |

| Trieste 20 dicembre 2005, ore 20:30 21ª giornata | Triestina     | 0 – 0 | Bari | Stadio Nereo Rocco\| Arbitro: \| Ciampi (Roma) \| |
| Arbitro:                                         | Ciampi (Roma) |       |      |                                                   |

#### Girone di ritorno
| Arbitro: | Romeo (Verona) |

|  |           |             |
|  | Marcatori | 42’ Minieri |

| Trieste 14 gennaio 2006, ore 16:00 23ª giornata | Triestina             | 0 – 0 | Avellino | Stadio Nereo Rocco\| Arbitro: \| Racalbuto (Gallarate) \| |
| Arbitro:                                        | Racalbuto (Gallarate) |       |          |                                                           |

| Arbitro: | Lops (Torino) |

|                             |           |                         |
| Dionigi 3’ Frick 38’ (rig.) | Marcatori | 11’ Albino 20’ Kyriazis |

| Arbitro: | Girardi (San Donà di Piave) |

|                  |           |                            |
| Tulli 68’ (rig.) | Marcatori | 11’ Ventola 37’ Migliaccio |

| Arbitro: | Romeo (Verona) |

|              |           |             |
| N. Russo 68’ | Marcatori | 20’ Mignani |

| Arbitro: | Gava (Conegliano) |

|             |           |                                       |
| Eliakwu 76’ | Marcatori | 4’ Furiani 45’, 81’ (rig.) Carparelli |

| Arbitro: | Brighi (Cesena) |

|                        |           |                |
| Corona 59’ (rig.), 74’ | Marcatori | 21’ Borgobello |

| Arbitro: | Bergonzi (Genova) |

|             |           |            |
| Eliakwu 21’ | Marcatori | 85’ Rabito |

| Arbitro: | Gabriele (Frosinone) |

|                |           |  |
| Mammarella 70’ | Marcatori |  |

| Arbitro: | Squillace (Catanzaro) |

|                        |           |  |
| Amerini 35’ Bucchi 83’ | Marcatori |  |

| Arbitro: | Pantana (Macerata) |

|  |           |                |
|  | Marcatori | 16’ Papa Waigo |

| Arbitro: | Preschern (Mestre) |

|              |           |                |
| De Zerbi 49’ | Marcatori | 68’ Borgobello |

| Arbitro: | M. Mazzoleni (Bergamo) |

|  |           |                            |
|  | Marcatori | 28’ Eliakwu 48’ Borgobello |

| Arbitro: | Romeo (Verona) |

|                  |           |  |
| Eliakwu 65’, 82’ | Marcatori |  |

| Arbitro: | Preschern (Mestre) |

|                       |           |                |
| Raimondi 45+1’ (rig.) | Marcatori | 38’ Borgobello |

| Arbitro: | Herberg (Messina) |

|                 |           |                    |
| Di Venanzio 75’ | Marcatori | 28’ (rig.) Schwoch |

| Arbitro: | M. Mazzoleni (Bergamo) |

|                                                           |           |                                 |
| Erpen 7’ (aut.) Zeytulaev 28’ Jeda 67’ (rig.) Galardo 76’ | Marcatori | 47’ (rig.) Eliakwu 89’ Galloppa |

| Arbitro: | Tagliavento (Terni) |

|  |           |                  |
|  | Marcatori | 9’, 68’ Stellone |

| Arbitro: | Saccani (Mantova) |

|                                     |           |                                    |
| T. Bianchi 24’ Cacia 78’ Degano 88’ | Marcatori | 37’, 86’ Eliakwu 43’, 50’ Marchini |

| Arbitro: | Stefanini (Prato) |

|  |           |             |
|  | Marcatori | 61’ Sommese |

| Arbitro: | Ciampi (Roma) |

|                   |           |                |
| Carrus 70’ (rig.) | Marcatori | 77’ Borgobello |

### Coppa Italia

#### Turni ad eliminazione diretta
| Arbitro: | P.S. Mazzoleni (Bergamo) |

|                                 |           |            |
| A. Maniero 51’ La Grottería 58’ | Marcatori | 17’ Godeas |